# Limonia lateroflava
Limonia lateroflava är en tvåvingeart som beskrevs av Alexander 1971. Limonia lateroflava ingår i släktet Limonia och familjen småharkrankar. Inga underarter finns listade i Catalogue of Life.